# Astiphromma peltolatum
Astiphromma peltolatum là một loài tò vò trong họ Ichneumonidae.